# Mutianyu

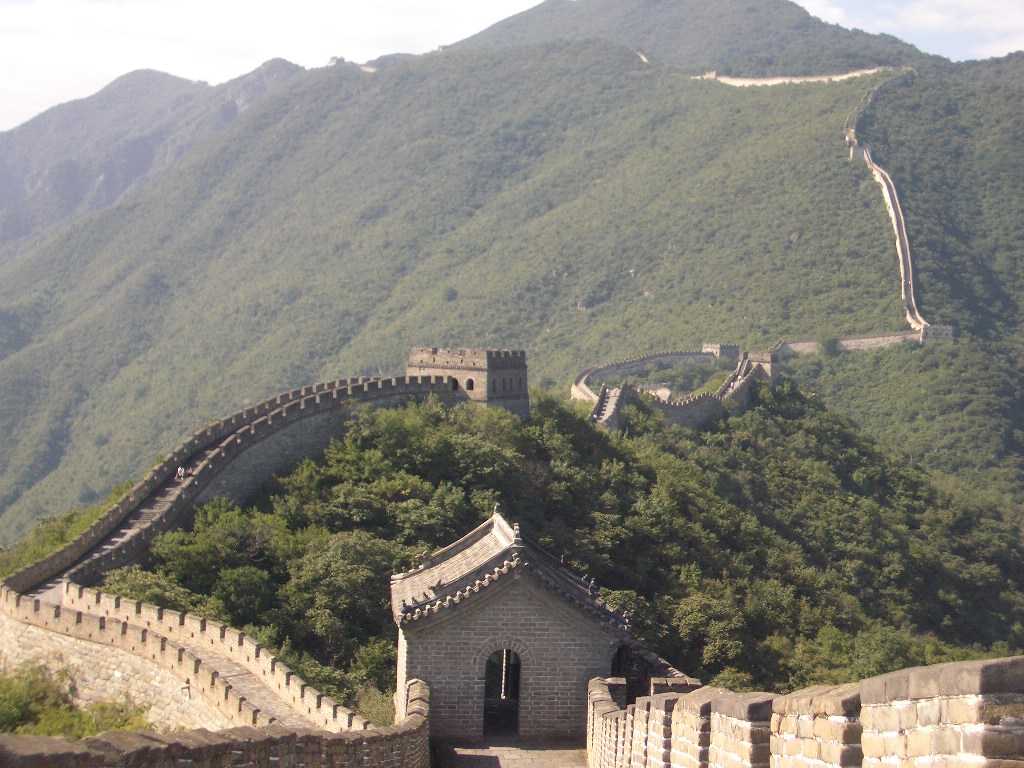
Vy över en del av Mutianyu

Mutianyu (慕田峪) är en sektion av kinesiska muren beläget i Huairou-distriktet, cirka 60 km nordöst om Peking i Kina. Mutianyu-sektionen av muren hänger samman med Juyongguan-passet i väst, och med Gubeikou-porten i öst. Som en av de bäst bevarade sträckorna av muren, fungerade  Mutianyu-sektionen som nordlig barriär i försvaret av huvudstaden och de kejserliga gravplatserna.
Mutianyu byggdes ursprungligen under Norra Qidynastin (550–577).  Under Mingdynastin  förstärktes muren inledningsvis av general Xu Da år 1404 för att sedan färdigställas av general Qi Jiguang 1569. 2,5 km av muren vid Mutianyu renoverades 1986.